# Fairfield (California)
Fairfield è un centro abitato (City) degli Stati Uniti d'America, situato nella contea di Solano dello Stato della California. Nel censimento del 2014 la popolazione era di 111.125 abitanti.

## Geografia fisica
Secondo i rilevamenti dello United States Census Bureau, Fairfield si estende su una superficie di 98,8 km².